# دمیلو (بخش مرکزی شهرستان بندرعباس)
دمیلو، روستایی در دهستان گچین بخش مرکزی شهرستان بندرعباس در استان هرمزگان ایران است.

## جمعیت
بر پایه سرشماری عمومی نفوس و مسکن در سال ۱۳۹۵، جمعیت این روستا برابر با ۱٬۲۲۶ نفر (۳۱۶ خانوار) بوده است.